# Flavio Gioia

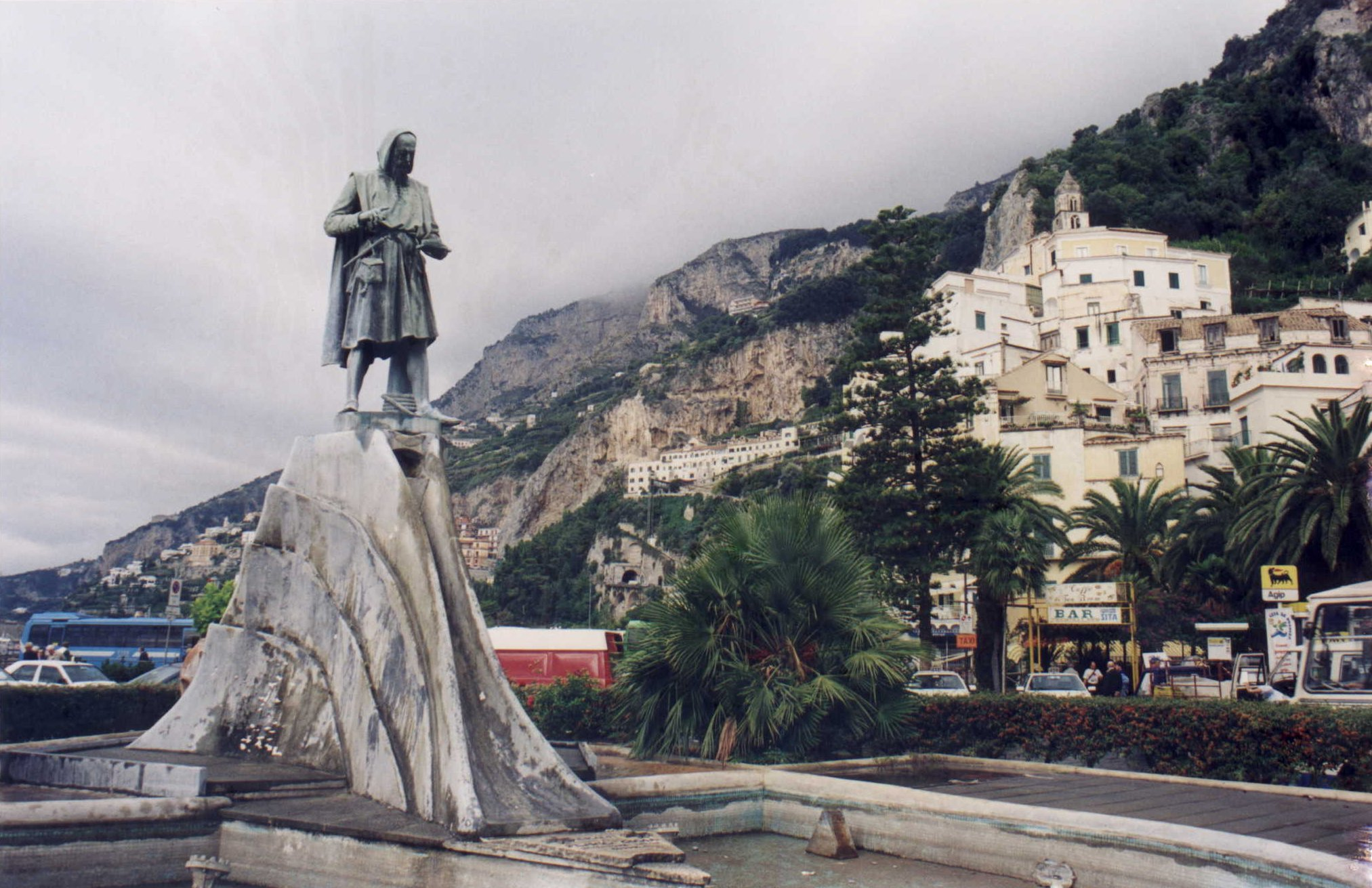
Denkmal für Flavio Gioja in Amalfi von Alfonso Balzico, 1900. Der Sockel ist nicht original und das Denkmal befindet sich nicht mehr am ursprünglichen Standort.

Der Seefahrer Flavio Gioia (13./14. Jahrhundert) wird in Amalfi, der ehemaligen Seerepublik in Italien, als vermeintlicher Erfinder des Kompasses mit einem Denkmal am Hafen und einem nach ihm benannten Platz verehrt. Allerdings ist die Person historisch nicht verbürgt und wird auch von der Nachbargemeinde Positano als Bürger beansprucht, heute vor allem noch aus touristischen Beweggründen.
Der Kompass selbst soll bereits vor Gioia im Mittelmeerraum verbreitet gewesen sein, Verbesserungen daran werden ihm jedoch zugeschrieben. Die Kompassrose wird als Ehrbezeugung Gioias an den seinerzeitigen König von Neapel Karl von Anjou verstanden.
Das Entstehen der Legende lässt sich auf zwei Quellen zurückführen. Zunächst findet sich in Flavio Biondos Italia Illustrata (1474) der folgende Satz:
Die Einwohner Amalfis rühmen sich, den Gebrauch des Magneten für die Ausrichtung des Kurses nach Norden erfunden zu haben, was seine Richtigkeit haben mag, da dieses Hilfsmittel der Seefahrt in der Antike gewiss unbekannt war.
In der Folge schrieb Giovanni Battista Pio (1460–1540) in seinem Lukrez-Kommentar In Carum Lucretium poetam Commentarii (1511, S. 207):
Amalphi in Campania veteri magnetis usus inventus a Flavio traditur.
Das kann übersetzt werden als:
Laut Flavio [Biondo] wurde der Gebrauch des Magneten [für die Seefahrt] in Amalfi in Kampanien erfunden.
Alternativ kann die Übersetzung aber auch lauten:
Der Gebrauch des Magneten [für die Seefahrt] wurde in Amalfi in Kampanien von Flavio erfunden.
Der Nachname Gioia geht dieser Herleitung der Legende zufolge auf eine gleichnamige Ortschaft zurück.
Zu Ehren Gioias wurde 1935 der in der Nähe des Mondnordpols gelegene Krater Gioja nach ihm benannt.